# Ocotea porosa
A imbuia (nome científico: Ocotea porosa) é uma árvore frondosa da família da Lauraceae (louros), que ocorre tipicamente em florestas ombrófilas mistas da região dos Campos Gerais do Paraná.
A Imbuia tem flores pequenas, folhas pequenas e lusidias, tronco grosso, curto até as primeiras inserções dos galhos, razoavelmente retilíneo e por vezes retorcido. Seu fruto se constitui numa pequena cúpula basal.
A madeira da imbuia, outrora abundante, tem alto valor comercial para a industria madeireira por sua afabilidade ao entalhe e longa durabilidade, afora excelente aparência: de cor parda em geral, possui veios que vão do amarelo ao marrom com riscas pretas. Devido à exploração depredatória de sua madeira nobre, hoje integra a Lista Oficial das Espécies da Flora Brasileira Ameaçadas de Extinção, publicada pelo Ministério do Meio Ambiente.
Sinonímia: Canela-broto; Canela-imbuia; Embuia, Imbuia-clara; Imbuia-escura
Sinonímia botânica: Cinnamomum porosum, Oreodaphne porosa, Phoebe porosa.
O ser vivo mais velho da cidade de Curitiba é uma imbuia e sua idade é de, aproximadamente, mil anos. Este exemplar está localizado dentro da mata do Bosque do Capão da Imbuia, um dos espaços públicos da capital paranaense.
Nobre dama da floresta nativa, a imbuia cresce sem pressa, o que a torna mais rara ainda. Pertence à elegante família do louro e da canela e os desenhos de sua madeira durável e perfumada são, muitas vezes, legítimas obras de arte. Apesar de dura, é macia ao formão e serve para marcenaria, esquadrias, lambris, instrumentos musicais, esculturas, mourões e dormentes.
É considerada árvore símbolo de Santa Catarina conforme lei nº 4.984, de 30 de novembro de 1973.

## Etimologia
Ocotea nome popular na Guiana; porosa apresenta poros na madeira.